# PGC 40547
LEDA/PGC 40547 ist eine elliptische Zwerggalaxie vom Hubble-Typ dE5 im Sternbild Coma Berenices am Nordsternhimmel. Sie ist schätzungsweise 47 Millionen Lichtjahre von der Milchstraße entfernt und zählt unter der Bezeichnung VCC 816 zum Virgo-Galaxienhaufen. Gemeinsam mit IC 3313 bildet sie das Galaxienpaar Holm 398.
Im gleichen Himmelsareal befinden sich u. a. die Galaxien NGC 4396, NGC 4379, IC 787, IC 788.